# 永登浦駅
永登浦駅（ヨンドゥンポえき）は、大韓民国ソウル特別市永登浦区永登浦洞にある韓国鉄道公社（KORAIL）の駅。
乗り入れている路線は、線路名称上は京釜線1路線のみであるが、当駅に停車するKTX・ITX-セマウル・セマウル号・ムグンファ号・ヌリロ、京釜電鉄線（首都圏電鉄1号線）電車の多くが他路線に直通する。京釜電鉄線の駅番号は139。管理駅・地域本部所在駅で、駅等級は1級である。

## 歴史
- 1899年9月18日 - 京仁線開業と共に開業。
- 1936年4月1日 - 京釜線の当駅への乗り入れを開始。
- 1938年4月1日 - 永登浦駅から南京城駅（みなみけいじょうえき、남경성역）に改名。
- 1943年4月1日 - 駅名を永登浦駅に戻す。
- 1949年1月1日 - 5級駅に格上げ。
- 1950年6月30日 - 朝鮮戦争により駅舎焼失。
- 1965年1月12日 - 駅舎新築竣工。
- 1968年2月1日 - 4級駅に格上げ。
- 1974年8月15日 - 首都圏電鉄1号線（京釜電鉄線）が開業。
- 1987年9月1日 - 民資駅舎着工。
- 1990年7月21日 - 民資駅舎竣工。
- 2003年7月25日 - 線路に落ちた乗客を助けようとして列車運用課長が轢かれて負傷する事故が発生。
- 2006年
  - 5月1日 - 鉄道小貨物取扱中止。
  - 7月1日 - 普通駅（1級）に調整。
- 2010年11月1日 - 水原駅経由のKTXが定期的に（2往復）停車するようになる。

## 駅構造
当駅の駅舎は民間事業者が運営する民資駅舎で、地上駅（橋上駅）である。ロッテ建設によって1990年に竣工されたもので、ソウル特別市としては初の事例であった。ロッテ百貨店永登浦店・ロッテシネマ永登浦が併設している。
ホームは5面9線を有する。2010年11月1日にKTXが定期的に停車する前からKTXが停車できる20両分のホームが備わっている。実際に観光用にKTXが停車していたことがあり、またソウル駅付近で問題がある場合に非常用に永登浦駅に停車した場合もあった。なお、停車は京釜高速鉄道の水原経由列車（上下各4本）に限られ、高速線光明経由の列車は停車しない。

### のりば

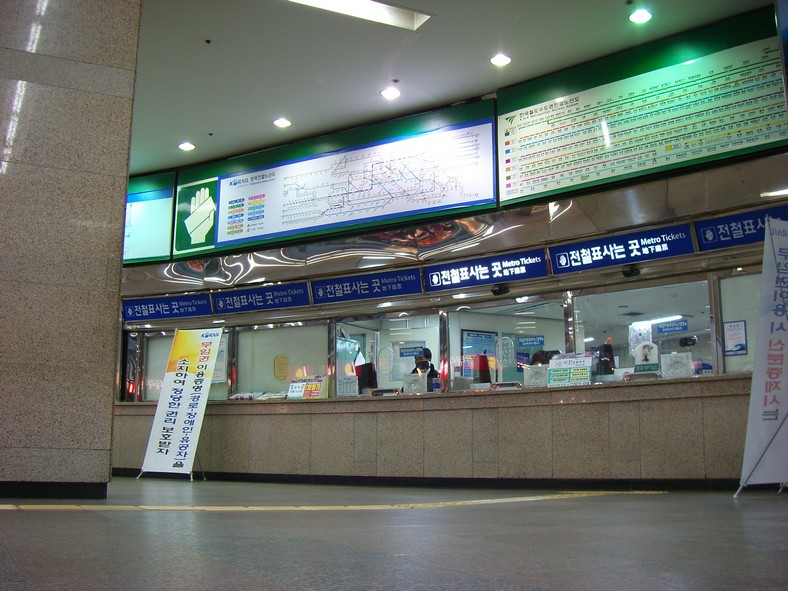
切符売り場

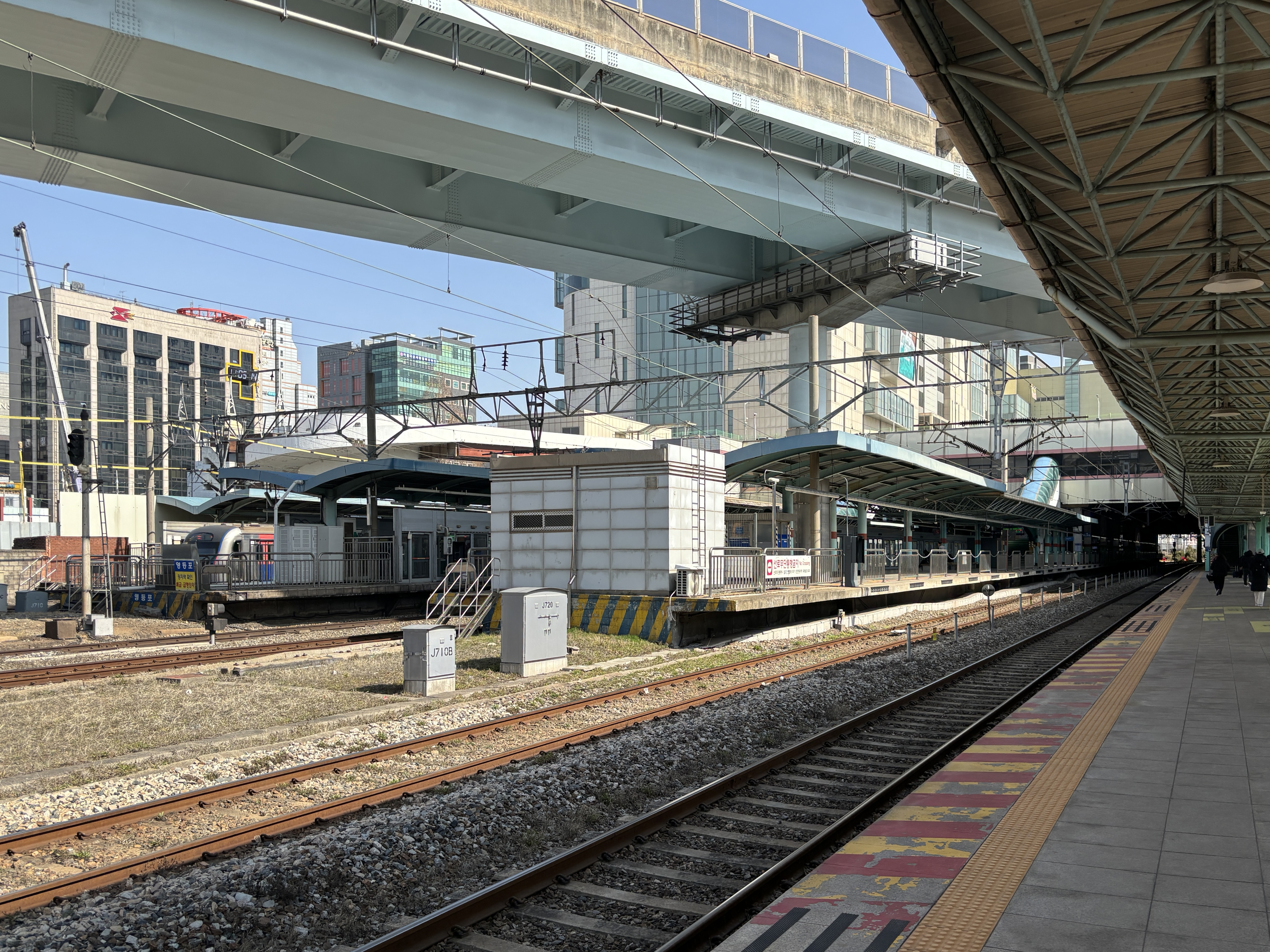
電鉄ホーム

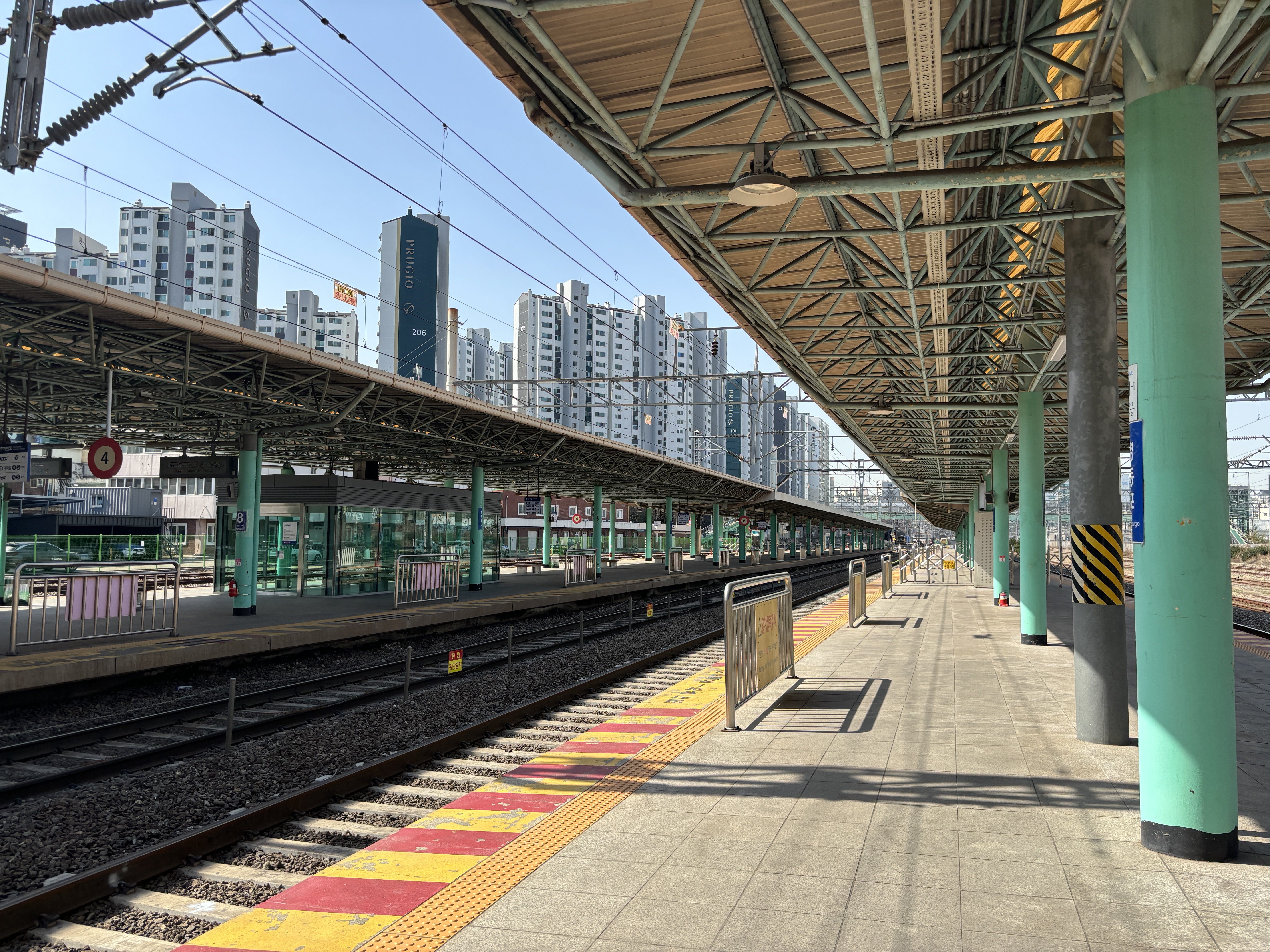
一般列車ホーム

| 1 | 京釜電鉄線 | 緩行 清凉里・光云大・倉洞・議政府・楊州・東豆川・逍遥山方面 |
| 2 | 京釜電鉄線 | 緩行 九老・富平・仁川・餅店・西東灘・天安・新昌方面         |
| 3 | 京釜電鉄線 | 龍山急行 新吉・鷺梁津・龍山方面                             |
| 4 | 京釜電鉄線 | 東仁川・天安急行 富平・東仁川・餅店・天安方面               |
| 5 | 京釜電鉄線 | 光明シャトル 九老・加山デジタル団地・衿川区庁・光明方面     |
| 6 | 京釜線     | 龍山・ソウル方面                                            |
| 7 | 京釜線     | 龍山・ソウル方面                                            |
| 8 | 京釜線     | 釜山・馬山・光州・木浦・麗水エキスポ・長項方面              |
| 9 | 京釜線     | 釜山・馬山・光州・木浦・麗水エキスポ・長項方面              |

## 利用状況
優等列車
| 年度と乗り降りの方向 | 年度と乗り降りの方向 | 年度と乗り降りの方向 | 利用人数 | 利用人数  | 利用人数   | 利用人数 | 利用人数  |
| 年度と乗り降りの方向 | 年度と乗り降りの方向 | 年度と乗り降りの方向 | 京釜線   | 京釜線    | 京釜線     | 京釜線   | 京釜線    |
| 年度と乗り降りの方向 | 年度と乗り降りの方向 | 年度と乗り降りの方向 | KTX      | セマウル  | ムグンファ | トンイル | 合計      |
| -------------------- | -------------------- | -------------------- | -------- | --------- | ---------- | -------- | --------- |
| 2001年               | 下り                 | 乗車                 | 未開業   | 1,256,300 | 6,196,782  | 82,843   | 7,535,925 |
| 2001年               | 下り                 | 下車                 | 未開業   | 317       | 3,681      | 64       | 4,062     |
| 2001年               | 上り                 | 乗車                 | 未開業   | 45        | 2,357      | 9        | 2,411     |
| 2001年               | 上り                 | 下車                 | 未開業   | 1,190,751 | 5,177,016  | 90,630   | 6,458,397 |
| 2002年               | 下り                 | 乗車                 | 未開業   | 1,290,841 | 6,003,625  | 94,899   | 7,389,365 |
| 2002年               | 下り                 | 下車                 | 未開業   | 185       | 4,597      | 989      | 5,771     |
| 2002年               | 上り                 | 乗車                 | 未開業   | 38        | 3,975      | 902      | 4,915     |
| 2002年               | 上り                 | 下車                 | 未開業   | 1,200,982 | 5,051,834  | 106,311  | 6,359,127 |
| 2003年               | 下り                 | 乗車                 | 未開業   | 1,306,868 | 5,821,898  | 87,644   | 7,216,410 |
| 2003年               | 下り                 | 下車                 | 未開業   | 242       | 11,682     | 107      | 12,031    |
| 2003年               | 上り                 | 乗車                 | 未開業   | 37        | 16,985     | 23       | 17,045    |
| 2003年               | 上り                 | 下車                 | 未開業   | 1,200,226 | 5,052,869  | 95,928   | 6,349,023 |
| 2004年               | 下り                 | 乗車                 | 未開業   | 1,154,633 | 5,051,113  | 20,261   | 6,226,007 |
| 2004年               | 下り                 | 下車                 | 未開業   | 174       | 3,684      | 31       | 3,889     |
| 2004年               | 上り                 | 乗車                 | 未開業   | 747       | 5,085      | 2        | 5,834     |
| 2004年               | 上り                 | 下車                 | 未開業   | 1,132,820 | 4,679,139  | 23,354   | 5,835,313 |
| 2005年               | 下り                 | 乗車                 | 未開業   | 990,199   | 3,743,994  | 廃止     | 4,734,193 |
| 2005年               | 下り                 | 下車                 | 未開業   | 209       | 18,764     | 廃止     | 18,973    |
| 2005年               | 上り                 | 乗車                 | 未開業   | 1,713     | 20,239     | 廃止     | 21,952    |
| 2005年               | 上り                 | 下車                 | 未開業   | 946,673   | 3,442,406  | 廃止     | 4,389,079 |
| 2011年               | 下り                 | 乗車                 | 72,174   | 911,814   | 3,727,280  | 廃止     | 5,109,652 |
| 2011年               | 下り                 | 下車                 | 106      | 1,019     | 10,109     | 廃止     | 12,529    |
| 2011年               | 上り                 | 乗車                 | 135      | 1,291     | 9,896      | 廃止     | 12,136    |
| 2011年               | 上り                 | 下車                 | 57,450   | 830,064   | 3,684,0,99 | 廃止     | 5,044,014 |

首都圏電鉄
| 年度   | 1日平均 乗車人員 |
| ------ | ---------------- |
| 2000年 | 54839            |
| 2001年 | 62829            |
| 2002年 | 66940            |
| 2003年 | 71506            |
| 2004年 | 50991            |
| 2005年 | 48257            |
| 2006年 | 47898            |
| 2007年 | 46862            |
| 2008年 | 47545            |
| 2009年 | 48727            |
| 2010年 | 54335            |

## 駅周辺
ソウル駅とならんで、永登浦駅周辺はソウルのホームレスの集合地域になっており、ホームレス向けの簡易宿泊施設（日本で言う「ドヤ」）や支援施設が多い。
- タイムズスクウェア（朝鮮語版）
  - 新世界百貨店永登浦店
  - イーマート永登浦店
  - 教保文庫永登浦店
  - CGV 永登浦
- ロッテ百貨店永登浦店
  - ロッテシネマ永登浦
- 永登浦ロータリー地下商街
- 永登浦税務署
- 永登浦消防署
- 永登浦市場
- 永登浦駅広場
- 永登浦郵便局
- 永登浦公園
- フェアフィールド・バイ・マリオット・ソウル
- 東横INNソウル永登浦

## 隣の駅
韓国鉄道公社
京釜高速鉄道
KTX（水原経由）
ソウル駅 - 永登浦駅 - 水原駅
京釜線
ITX-セマウル
ソウル駅/龍山駅 - 永登浦駅 - 水原駅
セマウル号
龍山駅 - 永登浦駅 - 水原駅
ムグンファ号
ソウル駅/龍山駅 - 永登浦駅 - 安養駅/水原駅
ヌリロ
ソウル駅 - 永登浦駅 - 安養駅
1号線（京釜電鉄線）
京仁線特急
通過
急行・緩行
新吉駅 (138) - 永登浦駅 (139) - 新道林駅 (140)　
光明シャトル
永登浦駅 (139) - 新道林駅 (140)　